# Książęta moskiewscy

## Księstwo Moskiewskie

### DynastiaRurykowiczów
| # | Imię              |          | Lata życia                   | Lata życia               | Czas rządów       | Czas rządów       | Rodzice                              |
| # | Imię              | Urodzony | Zmarł                        | Od                       | Do                |                   | Rodzice                              |
| - | ----------------- | -------- | ---------------------------- | ------------------------ | ----------------- | ----------------- | ------------------------------------ |
| 1 | Daniel Moskiewski |          | listopad/grudzień 1261       | 5 marca 1303 Moskwa      | 1263              | 5 marca 1303      | Aleksander Newski Aleksandra Połocka |
| 2 | Jerzy Moskiewski  |          | 1281                         | 21 listopada 1325 Saraj  | 5 marca 1303      | 21 listopada 1325 | Daniel Moskiewski Agrypina Halicka   |
| 3 | Iwan I Kalita     |          | 1 października 1284 lub 1288 | 31 marca 1340 Moskwa     | 1325              | 31 marca 1340     | Daniel Moskiewski Agrypina Halicka   |
| 4 | Siemion Dumny     |          | 7 września 1317 Moskwa       | 27 kwietnia 1353 Moskwa  | 31 marca 1340     | 27 kwietnia 1353  | Iwan I Kalita Elena                  |
| 5 | Iwan II Piękny    |          | 30 marca 1326 Moskwa         | 13 listopada 1359 Moskwa | 27 kwietnia 1353  | 13 listopada 1359 | Iwan I Kalita Elena                  |
| 6 | Dymitr Doński     |          | 12 października 1350 Moskwa  | 19 maja 1389 Moskwa      | 13 listopada 1359 | 19 maja 1389      | Iwan II Piękny Aleksandra            |

## Wielkie Księstwo  Włodzimierskie i Moskiewskie

### DynastiaRurykowiczów
| #   | Imię              |          | Lata życia                         | Lata życia            | Czas rządów            | Czas rządów            | Rodzice                     |
| #   | Imię              | Urodzony | Zmarł                              | Od                    | Do                     |                        | Rodzice                     |
| --- | ----------------- | -------- | ---------------------------------- | --------------------- | ---------------------- | ---------------------- | --------------------------- |
| 1   | Wasyl I           |          | 30 grudnia 1371 Moskwa             | 27 lutego 1425 Moskwa | 19 maja 1389           | 27 lutego 1425         | Dymitr Doński Eudoksja      |
| 2   | Wasyl II Ślepy    |          | 10 marca 1415 Moskwa               | 27 marca 1462 Moskwa  | 27 lutego 1425         | 25 kwietnia 1433       | Wasyl I Zofia Witoldówna    |
| 3   | Jerzy Dymitrowicz |          | 26 listopada 1374 Peresław Zaleski | 5 czerwca 1434 Moskwa | 25 kwietnia 1433       | przed 28 września 1433 | Dymitr Doński Eudoksja      |
| (2) | Wasyl II Ślepy    |          | 10 marca 1415 Moskwa               | 27 marca 1462 Moskwa  | przed 28 września 1433 | 31 marca 1434          | Wasyl I Zofia Witoldówna    |
| (3) | Jerzy Dymitrowicz |          | 26 listopada 1374 Peresław Zaleski | 5 czerwca 1434 Moskwa | 31 marca 1434          | 5 czerwca 1434         | Dymitr Doński Eudoksja      |
| 4   | Wasyl Kosooki     |          | ok. 1403                           | 1448                  | 5 czerwca 1434         | początek lipca 1434    | Jerzy Dymitrowicz Anastazja |
| (2) | Wasyl II Ślepy    |          | 10 marca 1415 Moskwa               | 27 marca 1462 Moskwa  | początek lipca 1434    | 7 lipca 1445           | Wasyl I Zofia Witoldówna    |
| 5   | Dymitr Szemiaka   |          | ?                                  | 17 lipca 1453         | 7 lipca 1445           | 26 października 1445   | Jerzy Dymitrowicz Anastazja |
| (2) | Wasyl II Ślepy    |          | 10 marca 1415 Moskwa               | 27 marca 1462 Moskwa  | 26 października 1445   | 12 lutego 1446         | Wasyl I Zofia Witoldówna    |

## Władcy Wszechrusi

### DynastiaRurykowiczów
| # | Imię            |          | Lata życia                    | Lata życia                  | Czas rządów          | Czas rządów          | Rodzice                     |
| # | Imię            | Urodzony | Zmarł                         | Od                          | Do                   |                      | Rodzice                     |
| - | --------------- | -------- | ----------------------------- | --------------------------- | -------------------- | -------------------- | --------------------------- |
| 1 | Dymitr Szemiaka |          | ?                             | 17 lipca 1453               | 12 lutego 1446       | 17 lutego 1447       | Jerzy Dymitrowicz Anastazja |
| 2 | Wasyl II Ślepy  |          | 10 marca 1415 Moskwa          | 27 marca 1462 Moskwa        | 17 lutego 1447       | 27 marca 1462        | Wasyl I Zofia Witoldówna    |
| 3 | Iwan III Srogi  |          | 22 stycznia 1440 Moskwa       | 27 października 1505 Moskwa | 28 marca 1462        | 27 października 1505 | Wasyl II Ślepy Maria        |
| 4 | Wasyl III       |          | 25 marca 1479 Moskwa          | 3 grudnia 1533 Moskwa       | 27 października 1505 | 3 grudnia 1533       | Iwan III Srogi Zoe Paleolog |
| 5 | Iwan IV Groźny  |          | 25 sierpnia 1530 Kołomieńskie | 18 marca 1584 Moskwa        | 3 grudnia 1533       | 16 stycznia 1547     | Wasyl III Helena Glińska    |

16 stycznia 1547 Iwan IV przyjął tytuł Cara Rosji od tej pory: